# 리버댄스: 애니메이션 어드벤처
《리버댄스 - 애니메이션 어드벤처》(Riverdance: The Animated Adventure)는 영국에서 제작된 2021년 애니메이션 영화이다.

## 출연

### 주연
- 피어스 브로스넌
- 릴리 싱 - 페니 역 (목소리)

### 조연
- 샘 하디 - 키건 역 (목소리)
- 한나 헤르만 - 모야 역 (목소리)
- 저메인 파울러
- 폴린 맥클린
- 브렌단 글리슨